# Jochen Urban
Jochen Urban (Krefeld, 23 de septiembre de 1983) es un deportista alemán que compitió en remo. Su esposa, Anne Poleska, compitió en natación.
Ganó una medalla de bronce en el Campeonato Mundial de Remo de 2005 y una medalla de oro en el Campeonato Europeo de Remo de 2010.
Participó en dos Juegos Olímpicos de Verano, ocupando el séptimo lugar en Atenas 2004 (cuatro sin timonel) y el sexto en Pekín 2008 (cuatro sin timonel).

## Palmarés internacional
| Campeonato Mundial | Campeonato Mundial          | Campeonato Mundial | Campeonato Mundial |
| Año                | Lugar                       | Medalla            | Prueba             |
| ------------------ | --------------------------- | ------------------ | ------------------ |
| 2005               | Kaizu (Japón)               | Medalla de bronce  | Ocho con timonel   |
| Campeonato Europeo |                             |                    |                    |
| Año                | Lugar                       | Medalla            | Prueba             |
| 2010               | Montemor-o-Velho (Portugal) | Medalla de oro     | Cuatro sin timonel |